# Kup Bosne i Hercegovine 2006-2007
La Kup Bosne i Hercegovine 2006-2007 è stata la settima edizione della coppa nazionale della Bosnia Erzegovina, ed è stata vinta dal Široki Brijeg, al suo primo titolo.

## Squadre partecipanti
|                       | Premijer Liga | Premijer Liga |
| --------------------- | --- | --- |
| 1º livello            | Borac Banja Luka Čelik Zenica Jedinstvo Bihać Leotar Modriča Orašje Posušje Radnik Bijeljina Sarajevo Široki Brijeg Slavija Sloboda Tuzla Velež Mostar Željezničar Žepče Zrinjski Mostar | Borac Banja Luka Čelik Zenica Jedinstvo Bihać Leotar Modriča Orašje Posušje Radnik Bijeljina Sarajevo Široki Brijeg Slavija Sloboda Tuzla Velež Mostar Željezničar Žepče Zrinjski Mostar |
|                       | 1. liga FBiH | 1. liga Republike Srpske |
| 2º livello            | Bosna Visoko Kreševo TOŠK Tešanj Zvijezda Gradačac | BSK Banja Luka Drina Zvornik Famos Vojkovići Kozara Ljubić Prnjavor Rudar Prijedor |
|                       | Federazione BiH | Repubblica Srpska |
| divisione sconosciuta | Branitelj Čelić Goražde Odžak 102 Sloga Bosanska Krupa Tomislav | nessuna |

## Sedicesimi di finale
| Squadra 1        | Risultato       | Squadra 2            |
| ---------------- | --------------- | -------------------- |
| 20.09.2006       |                 |                      |
| Borac            | 3 - 2           | Zrinjski             |
| Leotar           | 5 - 0           | Sloboda              |
| Radnik Bijeljina | 1 - 3           | Posušje              |
| Čelik            | 2 - 1           | Jedinstvo Bihać      |
| Široki Brijeg    | 4 - 0           | Žepče                |
| Velež            | n.d.            | Rudar Prijedor       |
| Slavija          | 3 - 1           | TOŠK Tešanj          |
| Kozara           | 0 - 2           | Željezničar          |
| Drina Zvornik    | 1 - 2           | Sarajevo             |
| Modriča          | 4 - 0           | Tomislav             |
| Zvijezda         | 10 - 0          | Sloga Bosanska Krupa |
| Orašje           | 4 - 1           | Odžak 102            |
| Branitelj        | 2 - 5           | BSK Banja Luka       |
| Goražde          | 2 - 2 (6-5 dtr) | Kreševo              |
| Mrkaljević Čelić | 3 - 0           | Bosna Visoko         |
| 21.09.2006       |                 |                      |
| Famos Vojkovići  | 1 - 1 (5-6 dtr) | Ljubić Prnjavor      |

## Ottavi di finale
| Squadra 1       | Totale          | Squadra 2        | Andata     | Ritorno    |
| --------------- | --------------- | ---------------- | ---------- | ---------- |
|                 |                 |                  | 18.10.2006 | 25.10.2006 |
| Modriča         | 5 - 2           | Leotar           | 2 - 0      | 3 - 2      |
| Posušje         | 3 - 6           | Sarajevo         | 3 - 3      | 0 - 3      |
| Velež           | 2 - 3           | Široki Brijeg    | 2 - 2      | 0 - 1      |
| Slavija         | 5 - 1           | Orašje           | 3 - 0      | 2 - 1      |
| Željezničar     | 2 - 2 (gfc)     | Zvijezda         | 1 - 0      | 1 - 2      |
| BSK Banja Luka  | 1 - 3           | Borac Banja Luka | 0 - 2      | 1 - 1      |
| Ljubić Prnjavor | 1 - 2           | Čelik Zenica     | 1 - 0      | 0 - 2      |
| Goražde         | 3 - 3 (4-1 dtr) | Mrkaljević Čelić | 2 - 1      | 1 - 2      |

## Quarti di finale
| Squadra 1     | Totale          | Squadra 2        | Andata     | Ritorno    |
| ------------- | --------------- | ---------------- | ---------- | ---------- |
|               |                 |                  | 08.11.2006 | 22.11.2006 |
| Željezničar   | 2 - 3           | Sarajevo         | 0 - 0      | 2 - 3      |
| Čelik         | 3 - 0           | Borac            | 2 - 0      | 1 - 0      |
| Široki Brijeg | 2 - 2 (5-3 dtr) | Modriča          | 2 - 0      | 0 - 2      |
|               |                 |                  | 15.11.2006 | 22.11.2006 |
| Slavija       | 5 - 3           | Mrkaljević Čelić | 4 - 0      | 1 - 3      |

## Semifinali
| Squadra 1 | Totale          | Squadra 2     | Andata     | Ritorno    |
| --------- | --------------- | ------------- | ---------- | ---------- |
|           |                 |               | 11.04.2007 | 25.04.2007 |
| Sarajevo  | 2 - 3           | Slavija       | 1 - 1      | 1 - 2      |
| Čelik     | 2 - 2 (4-5 dtr) | Široki Brijeg | 2 - 0      | 0 - 2      |

## Finale
| Arbitro: | Jovo Radić (Šamac) |

| |            | |
| Celson 23’ | Marcatori  | 4’ Simić |
| Vasilj (80' Kovačić) Anić Topić Šilić Doqi Roniele Wagner Celson (84' Krivić) Karoglan Abramović (67' Kožul) Papić | Formazioni | Dujković Bjelica Belošević Regoje Stanković Simić Jovanović Vuksanović (86' Cilinšek) Spalević (90' Đorđević) Kokot (76' Stanić) Muminović |

| Arbitro: | Mirko Buljan (Mostar) |

| |            | |
| | Marcatori  | 71’ Kovačić |
| Dujković Regoje Jovanović (81' Marić) Simić Spalević Belošević (78' Đorđević) Kokot Vuksanović Stanković Muminović (74' Cilinšek) Kosorić | Formazioni | Vasilj Anić Krivić (65' Celson) Kovačić Topić Šilić Wagner Roniele Papić (90' Bubalo) Karoglan (88' Landeka) M. Abramović |